# Зденек Григера
Зденек Григера (на чешки: Zdeněk Grygera) (роден на 14 май 1980 г. в село Прилепи, близо до град Холешов, Злински край, тогава Чехословакия) е чешки футболист, който e свободен агент, след като беше освободен от английския Фулъм. От 2001 до 2009 играе за националния отбор на Чехия, за който има 65 мача и 2 гола.